# Arcidiocesi di Bosporo

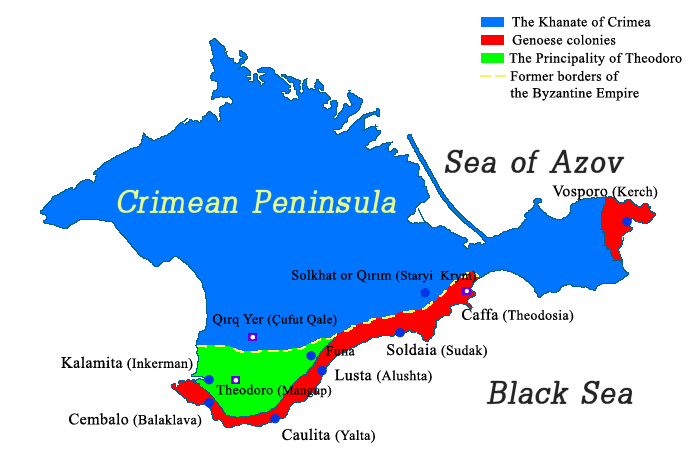
Possedimenti genovesi (colore rosso) della "Gazaria" in Crimea nel Quattrocento

L'arcidiocesi di Bosporo (in latino: Archidioecesis Bosporana) è una sede soppressa e sede titolare della Chiesa cattolica.

## Storia
Bosporo, l'antica Panticapeo, corrispondente alla città di Kerč' in Crimea, è un'antica sede arcivescovile, il cui primo prelato partecipò al primo concilio ecumenico di Nicea (325). Secondo l'Annuario Pontificio questa sede apparteneva alla provincia romana della Zechia. La sede appare come sede autocefala nelle Notitiae Episcopatuum della metà del VII secolo. Sono noti vescovi greci ancora nell'XI secolo.
Nella prima metà del XIV secolo due Domenicani provenienti da Caffa, Francesco da Camerino e Riccardo l'Inglese, erano giunti a predicare la fede cattolica a Vospro (questo il nome italiano della città). All'epoca era governata da una signoria àlana al cui vertice era Milleno. Gli Àlani professavano la fede cristiana ortodossa di rito bizantino. Convinto dai due missionari ad aderire al cattolicesimo, Milleno convertì a sua volta un suo vicino, Versacht, "rex Ziccorum" (forse un principe circasso). Come era prassi all'epoca, la conversione del principe comportò la conversione di tutto il suo popolo.
Due missionari non potevano bastare come guida religiosa per due intere popolazioni. Perciò Francesco e Riccardo si recarono ad Avignone per esporre a papa Giovanni XXII la situazione e richiedere un aiuto. Arrivati il 28 aprile 1333 nella città pontificia, fecero sì che il papa scrivesse al Superiore generale dell'Ordine per ottenere nuovi missionari. Inoltre il 5 luglio 1333 Giovanni XXII, in forza della bolla Nuper ex certis, eresse Vospro in arcidiocesi dedicata a San Michele arcangelo. Francesco da Camerino fu nominato arcivescovo, mentre Riccardo ebbe il titolo di vescovo di Chersoneso, suffraganea di Vospro. Lo stesso Riccardo fu raccomandato dal papa al re degli Zichi.
La vita di queste due diocesi sembra sia stata molto breve. Il papa, approfittando dell'esperienza dei due Domenicani, affidò loro un incarico presso la corte di Bisanzio, cosa che li costrinse a ritornare ad Avignone, prima ancora di raggiungere le loro sedi. Inoltre è certo che Riccardo era ancora in Francia nel maggio 1338. Secondo Loenertz i due principati di Vospro e di Chersoneso furono distrutti dal khan dell'Orda d'Oro Ganī Bek, che già aveva attaccato Tana e che assedierà anche Caffa nel 1345. Di certo nei documenti occidentali il nome dei due vescovi domenicani e delle loro sedi non appaiono più dopo il 1338.
Dalla metropolia di Vospro dipendevano anche, oltre a Chersoneso, altre diocesi localizzate in molte delle colonie genovesi lungo le coste del mar Nero: Caffa, Sebastopoli, Trebisonda, Pera. L'unione di queste sedi con Vospro fu in realtà effimera, se non unicamente teorica.
Dal 1926 Bosporo è annoverata tra le sedi arcivescovili titolari della Chiesa cattolica; la sede è vacante dal 17 gennaio 1965.

## Cronotassi

### Arcivescovi greci
- Cadmo † (menzionato nel 325)
- Anonimo † (menzionato il 24 agosto 358)
- Eudossio † (prima del 448 - dopo il 459)
- Giovanni I † (prima del 517 - dopo il 536)
- Andrea † (menzionato nel 680)
- Antonio † (all'epoca del patriarca Fozio)[3]
- Luca † (menzionato nell'879)
- Giovanni II † (menzionato nel 1028)[4]
- Gregorio † (menzionato nel 1071)[5]

### Arcivescovi latini (sedeVosprensis)
- Francesco da Camerino, O.P. † (24 luglio 1333 - ?)

### Arcivescovi titolari
- Josef Alois Kessler † (23 gennaio 1930 - 9 dicembre 1933 deceduto)
- José Ignacio Márquez y Tóriz † (17 novembre 1934 - 28 luglio 1945 succeduto arcivescovo di Puebla de los Ángeles)
- Joseph Charbonneau † (9 febbraio 1950 - 19 novembre 1959 deceduto)
- Jean-Marie Villot † (17 dicembre 1959 - 17 gennaio 1965 succeduto arcivescovo di Lione)